# Lin Shusen
Lin Shusen (chinesisch 林树森; * 1946 in Shantou, Provinz Guangdong) ist ein Politiker in der Volksrepublik China.
Lin absolvierte einen Abschluss an der Guangdonger Universität für Technologie und trat 1981 der Kommunistischen Partei Chinas bei. Lin war dann als Techniker, Planer und Manager verschiedener Organisationen im Bezirk Heping tätig. 1983 wurde er zum stellvertretenden Bürgermeister der Stadt Huizhou ernannt. Später wurde er Direktor der Guangdonger Planungskommission. 1996 bis 2002 war er Bürgermeister von Guangzhou. Anschließend war er bis 2006 Parteisekretär dieser Stadt.
Von 2006 bis 2010 bekleidete er, zunächst amtsführend, das Amt des Gouverneurs der Provinz Guizhou. Sein Nachfolger in diesem Amt war Zhao Kezhi.
Seit 2010 ist er stellvertretender Vorsitzender des Unterausschusses für Mitbürger aus Hong Kong, Macao und Taiwan und Überseechinesen der Politischen Konsultativkonferenz des Chinesischen Volkes.
Lin war von 2002 bis 2007 Kandidat und ist seit 2007 Mitglied des Zentralkomitees der Kommunistischen Partei Chinas.